# Coming!! Snafu

Coming!! Snafu est un cartoon de la série Private Snafu réalisé par Chuck Jones et sorti en 1943.